# Bravais-rács
A Bravais-rács (fonetikusan [ˈbræveɪ], magyarosan [brave], vagy [bravé]) a kristálytan egy geometriai modellje, amelyet kristályok szerkezetének leírásához alkalmaznak. A kristályrács általános fogalmához egy csoportosítási módszert ad, segítségével a kristályok szimmetriái, és az azzal kapcsolatos törvényszerűségek írhatók le. A Bravais-rácsok segítenek feloldani azt a problémát, hogy egy rács primitív cellája (azaz a legkisebb térfogatú elemi cella) gyakran nem rendelkezik azokkal a szimmetriákkal, melyekkel maga a rács. Ellenben a Bravais-rácsok olyan elemi cellát alkalmaznak, amelyek a rács szimmetriáit mutatják. Ennek érdekében a rács elemi építőkövének olyan elemi cellát választanak, mely nem primitív cella.
Az Auguste Bravais által javasolt képben a kristályt leíró pontrács rácspontjait a
{\displaystyle \mathbf {R} =n_{1}\mathbf {a} _{1}+n_{2}\mathbf {a} _{2}+n_{3}\mathbf {a} _{3}}
diszkrét eltolási (transzlációs) összefüggéssel adhatjuk meg, ahol {\textstyle R} az egyik pontba mutató helyvektor, az {\textstyle n_{i}}-k tetszőleges egész számok, {\displaystyle a_{i}}-k pedig a Bravais-rács bázisvektorai. A diszkrét eltolási szimmetria az összes kristályrács jellemzője, melyeken belül szimmetriákkal kristályrendszereket adhatunk meg. A Bravais-rácsok ezen kristályrendszerek elemei, melyeket a rács nevezetes él- és szögjellemzőivel adunk meg.
A pontrácsból úgy származtatható a valódi kristályt leíró modell, hogy a puszta rácspontokba képzeletben atomokat, vagy atomcsoportokat helyezünk. Ezeket az ismétlődő atomcsoportokat nevezzük a kristály bázisának (mely nem összetévesztendő a fent említett bázisvektorokkal). A kristály szerkezetét a rács önmagában nem képes leírni, ehhez ismerni kell a rácspontba helyezett bázist is. Egy adott rács pontjaiba más bázist helyezve különféle kristályok alakulnak ki, és fordítva, látszólag igen különböző kristályok olykor azonos Bravais-ráccsal jellemezhetők. A csoportosítás e felosztásban tehát a bázis nélküli rács szimmetriái alapján történik.

## Két dimenzióban

1) egyhajlású primitív cella, monoklin rács, 2) derékszögű cella, ortorombos rács, 3) centrált derékszögű cella, ortorombos rács, 4) hexagonális cella és rács, 5) négyzetcella, négyzetrács

Kétdimenziós esetben az alábbi öt Bravais-rács lehetséges, mely négy kristálycsaládba sorolható:
| Kristálycsalád             | Schönflies-jelölés | A primitív cella területe                     | Geometriai feltételek | Az ötféle kétdimenziós Bravais-rács | Az ötféle kétdimenziós Bravais-rács |
| Kristálycsalád             | Schönflies-jelölés | A primitív cella területe                     | Geometriai feltételek | Primitív rács                       | Lapcentrált rács                    |
| -------------------------- | ------------------ | --------------------------------------------- | --------------------- | ----------------------------------- | ----------------------------------- |
| Monoklin (egyhajlású)      | C2                 | {\displaystyle ab\,\sin \theta }              | a ≠ b, θ ≠ 90°        | Monoklin                            |                                     |
| Ortorombos (derékszögű)    | D2                 | {\displaystyle ab}                            | a ≠ b, θ = 90°        | Ortorombos                          | Lapcentrált ortorombos              |
| Hexagonális (hatszöges)    | D6                 | {\displaystyle {\frac {\sqrt {3}}{2}}\,a^{2}} | a = b, θ = 120°       | Hexagonális                         |                                     |
| Tetragonális (tetraéderes) | D4                 | {\displaystyle a^{2}}                         | a = b, θ = 90°        | Tetragonális                        |                                     |

Alapvetően kétféle rácstípus különböztethető meg: 
- Primitív rács (más néven egyszerű rács): egy adott primitív cellához tartozó rácspont csak az adott cella egy csúcsában található.
- Lapcentrált rács: egy adott primitív cellához tartozik egy rácspont a cella egy sarkában, illetve egy rácspont a cella által meghatározott síkidom középpontján.

Nem minden kristálycsaládban adható meg lapcentrált típus, ugyanis ezek egybeesnének másik már definiált ráccsal.
Például egy kétdimenziós lapcentrált tetragonális rács megfelelne egy az eredetihez képest {\displaystyle 1/{\sqrt {2}}}-szörös hosszúságú, 45°-kal elforgatott bázisú, primitív tetragonális rácsnak.

## Három dimenzióban
Háromdimenziós esetben már 7 rácsrendszeren belül 14 Bravais-rács adható meg:
| Kristálycsalád         | Rácsrendszer           | Schönflies-jelölés | Térfogat | Geometriai feltételek        | A tizennégyféle háromdimenziós Bravais-rács | A tizennégyféle háromdimenziós Bravais-rács | A tizennégyféle háromdimenziós Bravais-rács | A tizennégyféle háromdimenziós Bravais-rács |
| Kristálycsalád         | Rácsrendszer           | Schönflies-jelölés | Térfogat | Geometriai feltételek        | Primitív rács                               | Alaplapcentrált                             | Tércentrált                                 | Lapcentrált                                 |
| ---------------------- | ---------------------- | ------------------ | --- | ---------------------------- | ------------------------------------------- | ------------------------------------------- | ------------------------------------------- | ------------------------------------------- |
| Triklin (háromhajlású) | Triklin (háromhajlású) | Ci                 | {\displaystyle abc{\sqrt {1-\cos ^{2}\alpha -\cos ^{2}\beta -\cos ^{2}\gamma +2\cos \alpha \cos \beta \cos \gamma }}} | a ≠ b ≠ c, α ≠ β ≠ γ ≠ 90°   | Triclinic                                   |                                             |                                             |                                             |
| Monoklin (egyhajlású)  | Monoklin (egyhajlású)  | C2h                | {\displaystyle abc\,\sin \beta }                                                                                      | a ≠ c, α = γ = 90°, β ≠ 90°  | Monoclinic, simple                          | Monoclinic, centered                        |                                             |                                             |
| Ortorombos             | Ortorombos             | D2h                | {\displaystyle abc}                                                                                                   | a ≠ b ≠ c, α = β = γ = 90°   | Orthorhombic, simple                        | Orthorhombic, base-centered                 | Orthorhombic, body-centered                 | Orthorhombic, face-centered                 |
| Tetragonális           | Tetragonális           | D4h                | {\displaystyle a^{2}c}                                                                                                | a = b ≠ c, α = β = γ = 90°   |                                             |                                             | Tetragonal, body-centered                   |                                             |
| Hexagonális            | Romboéderes            | D3d                | {\displaystyle a^{3}{\sqrt {1-3\cos ^{2}\alpha +2\cos ^{3}\alpha }}}                                                  | a = b = c, α = β = γ ≠ 90°   | Rhombohedral                                |                                             |                                             |                                             |
| Hexagonális            | Hexagonális            | D6h                | {\displaystyle {\frac {\sqrt {3}}{2}}\,a^{2}c}                                                                        | a = b, α = β = 90°, γ = 120° | Hexagonal                                   |                                             |                                             |                                             |
| Köbös                  | Köbös                  | Oh                 | {\displaystyle a^{3}}                                                                                                 | a = b = c, α = β = γ = 90°   | Cubic, simple                               |                                             | Cubic, body-centered                        | Cubic, face-centered                        |

Háromdimenziós esetben négyféle rácstípus különböztethető meg:
- Primitív rács: egy adott primitív cellához tartozó rácspont csak az adott cella egy csúcsában található.
- Alaplapcentrált rács: egy adott primitív cellához tartozik a cella egy sarkán, illetve két párhuzamos oldalának középpontján található rácspont.
- Lapcentrált rács: egy adott primitív cellához tartozik a cella egy sarkán, illetve a cellához összes oldalának középpontján található rácspont.
- Tércentrált rács: egy adott primitív cellához tartozik a cella egy sarkán, illetve a cella által meghatározott test középpontjában található rácspont.

A kétdimenziós esethez hasonlóan itt is érvényes, hogy nem minden kristálycsaládban adható meg minden rácstípus, ugyanis ezek egy részét forgatási és skálázási transzformációkkal fedésbe lehetne hozni, azaz valójában nem jelentenének új rácstípust.

## Magasabb dimenziókban
Geometriai megfontolások alapján a Bravais-rácsok jellemzői háromnál magasabb dimenziószám esetén is meghatározhatók. Ugyan a háromdimenziós kristályokkal kapcsolatban ezek szerepe csekély, elméleti megfontolásokhoz hasznosak lehetnek. Négydimenziós térben például megadható, hogy 64 független Bravais-rács lehetséges, melyek közül 23 primitív, 41 pedig centrált.

## Fordítás
Ez a szócikk részben vagy egészben  a   Bravais lattice című angol Wikipédia-szócikk ezen változatának fordításán alapul.  Az eredeti cikk szerkesztőit annak laptörténete sorolja fel. Ez a jelzés csupán a megfogalmazás eredetét és a szerzői jogokat jelzi, nem szolgál a cikkben szereplő információk forrásmegjelöléseként.

### Szakkönyvek
- Charles Kittel: Bevezetés a szilárdtest-fizikába. Budapest: Műszaki Könyvkiadó. 1981.
- International Tables for Crystallography, Volume A: Space Group Symmetry, 5th, Berlin, New York: Springer-Verlag. DOI: 10.1107/97809553602060000100 (2002). ISBN 978-0-7923-6590-7
- Sólyom Jenő: A modern szilárdtest-fizika alapjai I: Szerkezet és dinamika. Budapest: ELTE Eötvös Kiadó. 2009.  ISBN 9789632840970

### Tananyagok, ismeretterjesztő weblapok
- Bácsi Ádám, Kanász-Nagy Márton, Kézsmárki István: Szilárdtest-fizika gyakorlat pp. 5, 10–11, 16. (Hozzáférés: 2017. november 20.)
- Wales, Rudi Winter, Aberystwyth,: Bravais lattices :: Condensed Matter Physics :: Rudi Winter's web space. users.aber.ac.uk. [2017. november 20-i dátummal az eredetiből archiválva]. (Hozzáférés: 2017. november 21.)